# Galileo (magazin)
A Galileo tudományos-fantasztikus magazin az Amerikai Egyesült Államokban. 1977-től 1980-ig között adták ki, összesen 17 száma jelent meg.

## Történet
Itt jelent meg először Larry Niven több díjat elnyert regénye a Gyűrűvilág
E rövid időszaka alatt is több neves író publikált a magazinban:
- Brian Aldiss
- Ray Bradbury
- Arthur C. Clarke
- Harlan Ellison
- Joe Haldeman
- Frank Herbert
- Robert Silverberg
- Joan D. Vinge
- Jack Williamson

## Kiadók
- Avenue Victor Hugo Publishers, Boston, MA, 1-6
- Galileo Magazine, Inc., Boston, MA, issues 7-17